# 떠돌이 부머
떠돌이 부머(Here's Boomer)는 1980년 3월 14일부터 1982년 8월 14일까지 NBC에서 방영한 텔레비전 시리즈이다. 파일럿으로 텔레비전 영화 《A Christmas for Boomer》가 1979년 12월 6일 먼저 방송되었다.
한국에서는 1980년대 초 KBS에서 방영하였다.

## 개요
떠돌이 개 부머가 매화 위기에 처한 사람들을 만나 도와주는 모험물이다. 《벤지》와 여러 모로 닮아있는데, 처음 벤지를 연기한 연기견 히긴스와 마찬가지로 부머를 연기한 조니도 잡종견이며 유기된 후 캘리포니아 동물 보호소에서 지내던 중 조련사가 입양한 경우이다. 또한 둘 다 설정상 인간과 다른 동물을 좋아하고 친절하게 굴며 똑똑하다는 공통점이 있다. 동시기에 방영된 캐나다 CTV 텔레비전 네트워크 드라마 《호보》와도 유사점이 있음이 지적되었다.